# Enicospilus insularis
Enicospilus insularis är en stekelart som först beskrevs av Kirby 1881.  Enicospilus insularis ingår i släktet Enicospilus och familjen brokparasitsteklar. Inga underarter finns listade i Catalogue of Life.